# Марија (мини-серија)
Марија (шп. María) колумбијска је мини-серија, продукцијске куће RCN Televisión, снимана 1991.
У Србији је емитована 1999. на Трећем каналу РТС-а.

## Синопсис
Марија је прича о немогућој љубави, подстакнутој надом и окончаној смрћу.
Марија је као дете остала сироче и одрасла у дому рођака Ефраина и Еме као једна од њих. По завршетку средње школе Ефраин се вратио кући. После краћег времена између њега и Марије јавља се огромна љубав, за коју Ефраин верује да је инцест јер мисли да је она његова сестра. Када сазна истину осећања према њој постану јача него икад. Срећа бива прекинута када Карлос, Ефраинов најбољи пријатељ, запроси Марију. Међутим, љубав према Ефраину је већа и Марија одбија Карлоса.
Касније се на имању појављује згодни поручник Баријентос, заинтересован за Марију, који изазива љубомору у Ефраину. Ситуација доводи до двобоја који поручник одбија. Након што обави посао због којег је боравио у месту, Баријентос одлази а Ефраину буде лакше. У љубав се умеша Ефраинов отац који жели да његов син студира медицину у Лондону. Одлазак вољеног растужује Марију што узрокује појаву епилепсије коју је наследила од мајке.
Уз то, Маријина болест подстакне Ефраина да оде у Лондон и пронађе лек. Тренутак за растанак је дошао, Ефраин одлази на пут а Марија, све чешће болесна, проналази утеху у нади да ће се вратити и у љубавним писмима која јој шаље из Лондона.
Годину дана касније, Ефраин сазнаје да је Маријино стање све горе и истог тренутка се враћа, у мислима носећи слику своје вољене како га дозива. Међутим, у међувремену Марија премине. Неутешан, Ефраин обилази места на којима је провео најлепше тренутке са њом и присећајући се несрећне љубавне приче заувек нестаје у тами ноћи.

## Улоге
| Глумац:                    | Улога:         |
| -------------------------- | -------------- |
| Викторија Гонгора          | Марија         |
| Луис Фернандо Ојос         | Ефраин         |
| Алехандра Бореро           | Ефраинова мама |
| Хулио Медина               | Ефраинов отац  |
| Марија Паулина де Зубирија | Ема            |